# Монокотиледоне биљке
Монокотиледоне биљке (класа Liliopsida, скривеносеменице) представљају веома важну групу скривеносеменица које доминирају великим деловима земље и које су економски веома важне биљке.
Највећа породица монокотиледоних биљака је Orchidaceae (орхидеје), којој су својствени веома комплексни цветови због тога што их инсекти врло специфично опрашују.
Друга по величини породица, Poaceae или Gramineae (праве траве), еволуирала је у другом правцу и постала специјализована за опрашивање преко ветра. Траве производе мале цветове који могу да се скупе у веома уочљивим групама.

### Фамилија љиљана

#### Морфологија
Фамилија љиљана (лат. Liliaceae) обухвата углавном двогодишње зељасте биљке с ризомом, луковицом или кртолом. Након завршеног вегетационог периода надземни делови изумиру, а пупољци се задржавају на подземним органим на знатној дубини. На овај начин биљке презимљавају или издржавају дуготрајну летњу сушу. Цветни омотач углавном има изглед крунице (круницолик). Састављен је од по три листића распоређена у два круга. Плод је чаура.

#### Врсте
Врсте из ове фамилије срећу се на сви континентима, и то претежно у топлим и сушним пределима, као и у степским и полупустињским областима. Многе врсте фамилије љиљана узгајају се због сочних листова и луковица, а неке и као украсне биљке.
Посебно је значајан род лукова (лат. Аllium), који садржи велики број врста. Ове биљке имају веома развијену луковицу и дуге пљоснате или шупље листове. Као храна, зачин или лек користе се бели лук (лат. Аllium sativum) и црни лук (лат. Аllium cepa), а од дивљих врста највише се користи медвеђи лук (лат. Аllium ursinum).
Поједине дивље врсте садрже отровна једињења. Такве су мразовац (лат. Соlchicum аutumnаlе) и чемерика (лат. Vеrаtrum аlbum).
У ову фамилију спадају и птичије млеко (лат. Оrnithоgаlum), балоче (лат. Gagеа), преслица (лат. Muscari) и друге. 

### Фамилија шашева

#### Морфологија
Фамилија шашева (лат. Cypеrаcеае) обухвата вишегодишње зељасте биљке са ризомом. Већина представника ове фамилије формира бусенове. Хабитус шашева подсећа на траве. Стабла су испуњена паренхимом сржи и често су на попречном пресеку троугласта. Листови су линеарни. Цветови су једнополни и распоређени у класове. 
Биљке су једнодоме. Цветови немају цветни омотач. Плодови шашева су орашице.

#### Врсте
Шашеви обухватају око 3.700 врста. Насељавају различита станишта, од мочварних до веома сушних камењара и стена. Највећи број врста припада роду оштрица (лат. Carex).

### Фамилија трава

#### Морфологија
У оквиру фамилије трава (лат. Роаcеае, Gramineae) се углавном налазе једногодишње и вишегодишње зељасте врсте.
Стабла су код већине трава коленаста, чланковита и углавном шупља. Најчешће су танка и пречник се креће између 0,3 и 0,5 центиметара.
Листови су углавном линеарни, целог руба. Немају лисне дршке, већ добро развијен рукавац. На делу листа где рукавац прелази у лиску налази се језичак. 
Цветови су најчешће двополни, ретко једнополни (кукуруз) и граде класиће. Класићи се код многих врста удружују у сложене цвасти метлице. У основи класића, изграђеног из једног или више цветова, налазе се два листића која се називају плеве. У основи сваког цвета у класићу налазе се још по два листића, плевице. Траве имају једносемени плод крупу.

#### Врсте
Фамилија трава има космополитско распрострањење, односно њени представници насељавају копнене екосистеме свих континената. Садржи око 700 родова са око 8.000 врста. Веома честе врсте наших травних екосистема јесу девојачке сузе (лат. Briza media), попино прасе (лат. Hоrdеum lеpоrinum), јежевина (лат. Dаctulis glomеrаtа).
У ову фамилију спадају и житарице које човек још од давнина гаји. Осим пшенице (лат. Тriticum ѕp.), гаје се још и кукуруз (лат. Zеа mays), раж (лат. Sеcаlе cеrеаlе), јечам (лат. Hоrdеum sаtivum) и пиринач (лат. Оrizа sаtivа).